# شهرستان ویشین
شهرستان ویشین (به لاتین: Weixin County) یک شهرستان‌های جمهوری خلق چین در چین است که در ژاوتونگ واقع شده‌است. شهرستان ویشین ۱٬۴۱۶ کیلومتر مربع مساحت و ۳۷۰٬۰۰۰ نفر جمعیت دارد.